# Sphaerostephanos cartilagidens
Sphaerostephanos cartilagidens là một loài dương xỉ trong họ Thelypteridaceae. Loài này được P.M.Zamora & Co mô tả khoa học đầu tiên năm 1980.
Danh pháp khoa học của loài này chưa được làm sáng tỏ. 